# Pogonești
Pogoneşti é uma comuna romena localizada no distrito de Vaslui, na região de Moldávia. A comuna possui uma área de 25.92 km² e sua população era de 1782 habitantes segundo o censo de 2007.